# La claror del juliol

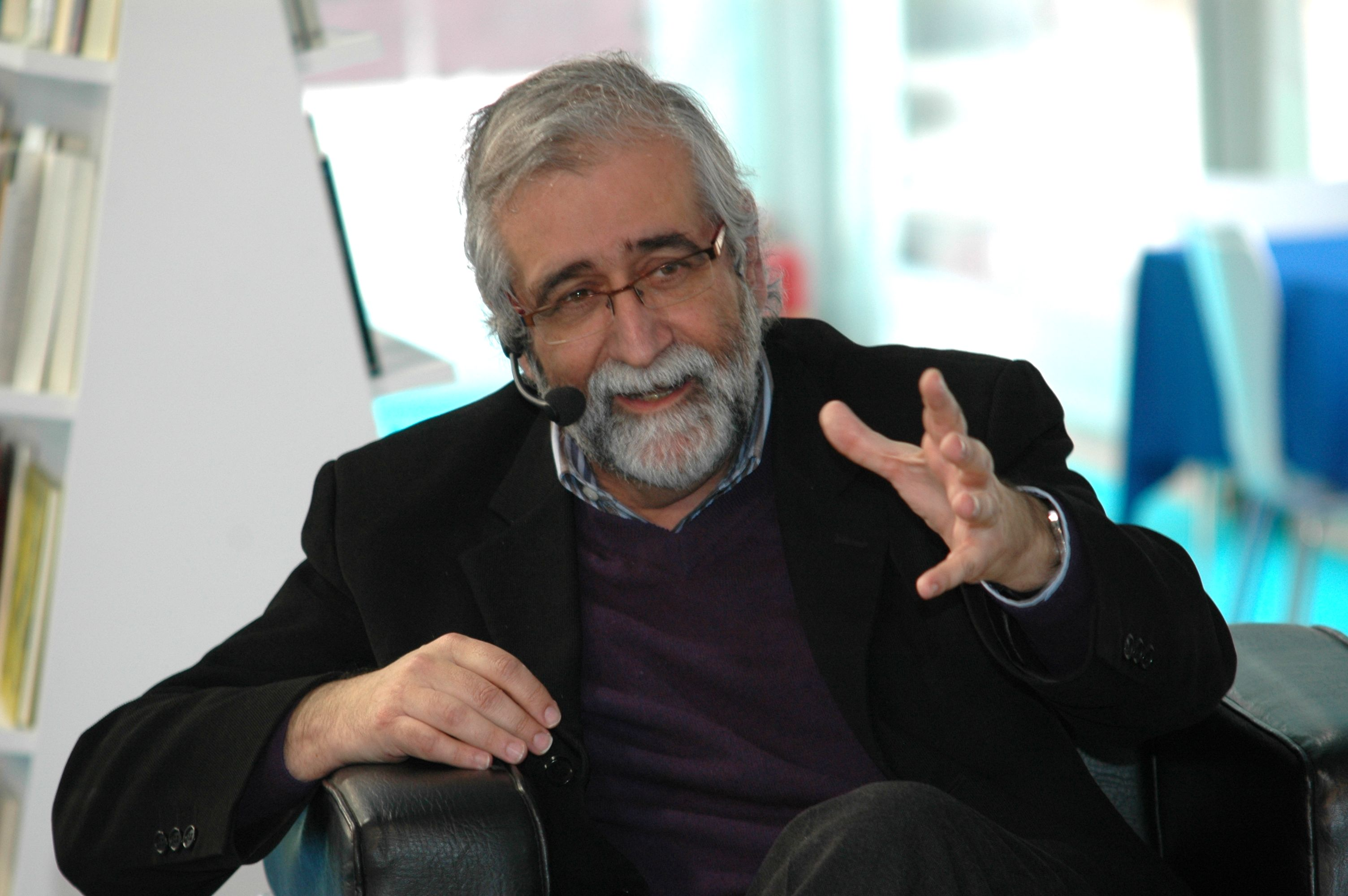
Vicenç Villatoro

La claror del juliol és una novel·la de l'escriptor, periodista Vicenç Villatoro i Lamolla, publicada l'any 1997. L'any 1996 va guanyar el premi Ciutat de Palma Llorenç Villalonga de novel·la.

## Argument
La novel·la explica detalladament la relació de tres joves –Salvador, Joan Lluís i Rosa– durant onze anys, durant el període que va de 1928 a 1939 en una illa mediterrània amb elements paisatgístics i històrics de Mallorca i de Menorca. En Joan Lluís Cardona, hereu d'una família aristòcrata i el seu amic Salvador Marquès, d'origen obrer i immigrant coneixen Rosa Agullò a Favinyana, la finca de la adinerada família de la noia. Al llarg del temps es va estrenyent l'amistat i es desenvolupen les ideologies contemporànies, com el feixisme, el comunisme, l'anarquisme. La República i la Guerra Civil condicionarà els seus destins.
| «                                        | Només em recordo feliç als estius de Favinyana. Tot el que tinc, tot el que he estat, té la claror del juliol damunt de la casa de la Rosa i damunt del mar del fons. Potser això no vol dir res. També a Favinyana vaig conèixer la mort i la destrucció, l'esfondrament de tot, el buit que en resta després. Potser ara tot es barreja. No ho sé. | » |
| — Vicenç Villatoro, La claror del juliol | |   |

## Anàlisi de l'obra
Villatoro no escriu una novel·la d'ideologies, sino sobre com les ideologies poden superar el caràcter i les intencions de les persones, una reflexió sobre les relacions entre la vida i la ideologia. Estructuralment, la veu narrativa la porta Joan Lluís, qui explica la història l'any 1947 quan ha sortir de la presó franquista. Una obra amb una cura exquisida pels detalls i les descripcions, explica com els discursos ideològics s'infiltren en les relacions sentimentals dels personatges.

### Premis
- Premi Ciutat de Palma Llorenç Villalonga de novel·la (1996). Es va presentar al prima amb el títol Encalçar el vent.[4]